# Pindo (ciudad)
Pindo (en griego, Πίνδος) es el nombre de una antigua ciudad griega de Dóride.
Es citada por Heródoto que, al enumerar el contingente de naves del Peloponeso que fueron a combatir en la batalla de Salamina, dice que los dorios y macednos eran en última instancia emigrantes de Pindo, Eríneo y Driópide.
Se trata de una de las cuatro ciudades que formaban parte de la llamada «Tetrápolis» de los dorios, junto con Citinio, Beo y Eríneo, en una zona situada en medio de la Lócride Ozolia. Cruzaba esta ciudad un río que lleva su mismo nombre de Pindo. Algunos opinaban que Pindo era la misma que Acifante, que Estrabón ubicaba dentro de la región del monte Eta.
Es mencionada también por Plinio el Viejo, que la sitúa dentro de Dóride junto con Esparto y las otras tres ciudades de la tetrápolis de Dóride.
Esteban de Bizancio, por su parte, clasificaba Acifante como una ciudad de Dóride y la historiografía actual supone que se trataba de la misma ciudad que Pindo.